# Менди, Александр
Алекса́ндр Менди́ (фр. Alexandre Mendy; родился 20 марта 1994 года в Тулоне, Франция) — французский футболист, нападающий клуба «Монпелье». Выступал за национальную сборную Гвинеи-Бисау.
Двоюродные братья Александра, Нампали Менди и Бафетимби Гомис — также профессиональные футболисты.

## Клубная карьера
Менди — воспитанник клубов «Тулон», «Канн» и «Ницца». В 2013 году для получения игровой практики он начал выступать за дублирующий состав последнего. В начале 2014 года Алексан"др на правах аренды перешёл в «Страсбур». 31 января в матче против «Фреюс Сент-Рафаэль» он дебютировал за новую команду. 11 апреля в поединке против «Кольмара» Менди забил свой первый гол за «Страсбур». 9 мая в матче против «Дюнкерка» он сделал хет-трик.
Летом того же года Менди был отдан в аренду в «Ним». 26 сентября в матче против «Газелека» он дебютировал в Лиге 2. 23 февраля 2015 года в поединке против «Сошо» Александр забил свой первый гол за «Ним».
Летом 2015 года Менди вернулся в «Ниццу». 22 августа в матче против «Кана» он дебютировал в Лиге 1. В поединке против «Бордо» Александр забил свой первый гол за «Ниццу». Летом 2016 года контракт истёк и Менди на правах свободного агента перешёл в «Генгам». 15 октября в матче против «Лилля» он дебютировал за новую команду. 5 ноября в поединке против «Дижона» Александр забил свой первый гол за «Генгам».
Летом 2017 года Менди перешёл в «Бордо». 6 августа в матче против «Анже» он дебютировал за новый клуб. В этом же поединке Александр забил свой первый гол за «Бордо».
В декабре 2018 года Менди перешел в «Генгам», подписав контракт на четыре года. Дебютировал за команду в матче Кубка Французской лиги против «Ниццы» и реализовал пенальти в послематчевой серии.

## Карьера в сборной
Имеет сенегальские и гвинейские корни. Первые вызов в национальную сборную Гвинеи-Бисау, получил в октябре 2020 года. Дебютировал 15 ноября 2020 года, в проигранном матче отборочного турнира Кубка африканских наций 2021 против сборной Сенегала.